# زورنیتسا، استان بورگاس
زورنیتسا (به بلغاری: Zornitsa) روستایی در بلغارستان است که در استان بورگاس واقع شده‌است.